# Смородиновка (Міякинський район)
Сморо́диновка (рос. Смородиновка, башк. Смородиновка) — присілок у складі Міякинського району Башкортостану, Росія. Входить до складу Великокаркалинської сільської ради.
Населення — 45 осіб (2010; 45 в 2002).
Національний склад:
- чуваші — 96%